# Lumeau
Lumeau é uma comuna francesa na região administrativa do Centro, no departamento Eure-et-Loir. Estende-se por uma área de 14,92 km². Em 2010 a comuna tinha 153 habitantes (densidade: 10,3 hab./km²).